# 斎藤慶典
斎藤 慶典（さいとう よしみち、1957年 ‐ ）は、日本の哲学者。慶應義塾大学名誉教授。専門は現象学、西洋近現代哲学。
慶應義塾大学文学部教授、慶應義塾中等部部長を歴任。愛称は名前を音読みした「けいてん」。

## 来歴
神奈川県生まれ。慶應義塾中等部、慶應義塾高等学校を経て、1980年慶應義塾大学文学部卒業、1987年同大学院文学研究科博士課程単位取得退学。1995年中央学院大学助教授、1996年慶應義塾大学文学部助教授、2000年「時間・存在・他者 -現象学の根本問題」で慶應義塾大学より博士（哲学）の学位を取得。2001年慶應義塾大学文学部教授。2023年慶應義塾大学名誉教授。

## 著書
- 『思考の臨界 超越論的現象学の徹底』勁草書房 2000
- 『力と他者 レヴィナスに』勁草書房 2000
- 『フッサール　起源への哲学』講談社選書メチエ 2002
- 『心という場所 「享受」の哲学のために』勁草書房 2003
- 『デカルト 「われ思う」のは誰か』日本放送出版協会 2003（シリーズ・哲学のエッセンス）、講談社学術文庫 2022
- 『レヴィナス　無起源からの思考』講談社選書メチエ 2005
- 『デリダ なぜ「脱-構築」は正義なのか』日本放送出版協会 2006（シリーズ・哲学のエッセンス）
- 『哲学がはじまるとき－思考は何/どこに向かうのか』筑摩書房〈ちくま新書〉 2007
- 『知ること、黙すること、遣り過ごすこと 存在と愛の哲学』講談社 2009
- 『「実在」の形而上学』岩波書店 2011
- 『中学生の君におくる哲学』講談社 2013
- 『生命と自由　現象学、生命科学、そして形而上学』東京大学出版会 2014
- 『死の話をしよう　とりわけ、ジュニアとシニアのための哲学入門』 PHP研究所 2015
- 『「東洋」哲学の根本問題　あるいは井筒俊彦』 講談社選書メチエ 2018
- 『私は自由なのかもしれない　〈責任という自由〉の形而上学』慶應義塾大学出版会 2018

### 訳書 ほか
- 『連続をめぐる哲学 流れ・瞬間・同一性』 田山令史と共編著　ミネルヴァ書房 2004
- サロモン・マルカ『評伝レヴィナス　生と痕跡』渡名喜庸哲・小手川正二郎と共訳　慶應義塾大学出版会 2016.2

## 参考
- 慶應義塾大学文学部人文社会学科哲学系「斎藤慶典」